# جام حذفی فوتبال ایتالیا ۹۸–۱۹۹۷
جام حذفی فوتبال ایتالیا ۹۸–۱۹۹۷ پنجاه و یکمین فصل از رقابت‌های کوپا ایتالیا بود. در پایان این دوره باشگاه فوتبال لاتزیو با شکست باشگاه فوتبال آ.ث. میلان برای دومین بار قهرمان کوپا ایتالیا شد.